# Симулятор вождения

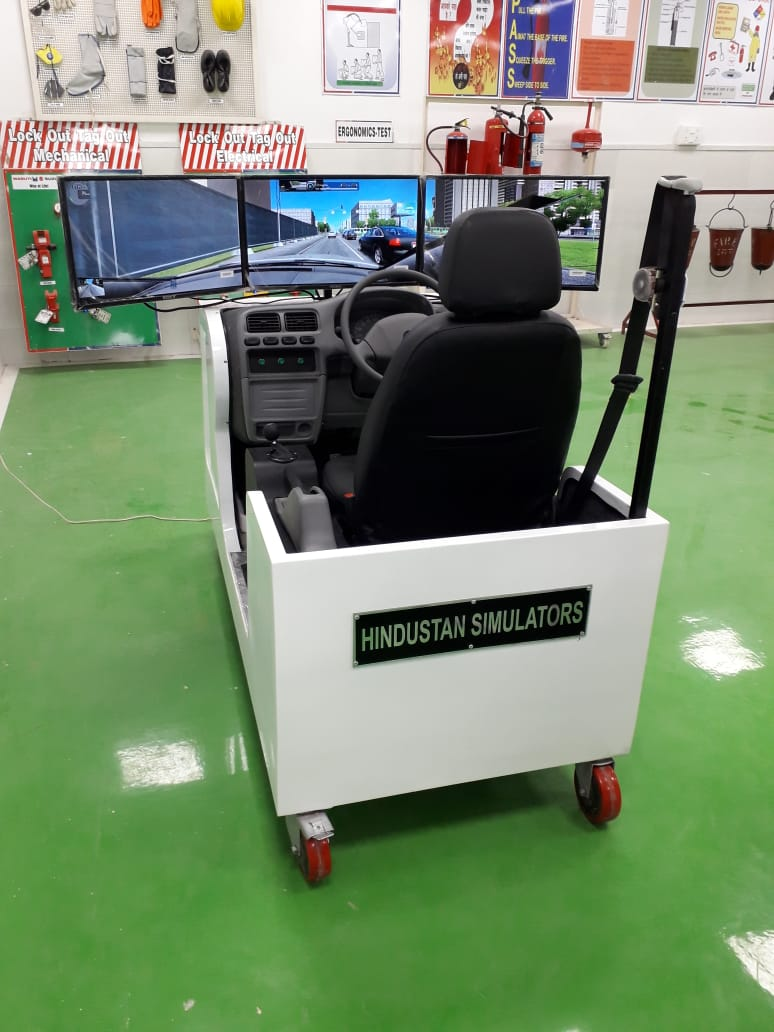
Система водительских тренажёров с игрой City Car Driving включает в себя все необходимые элементы для обучения вождению автомобиля, от начальной подготовки к вождению до продвинутого уровня

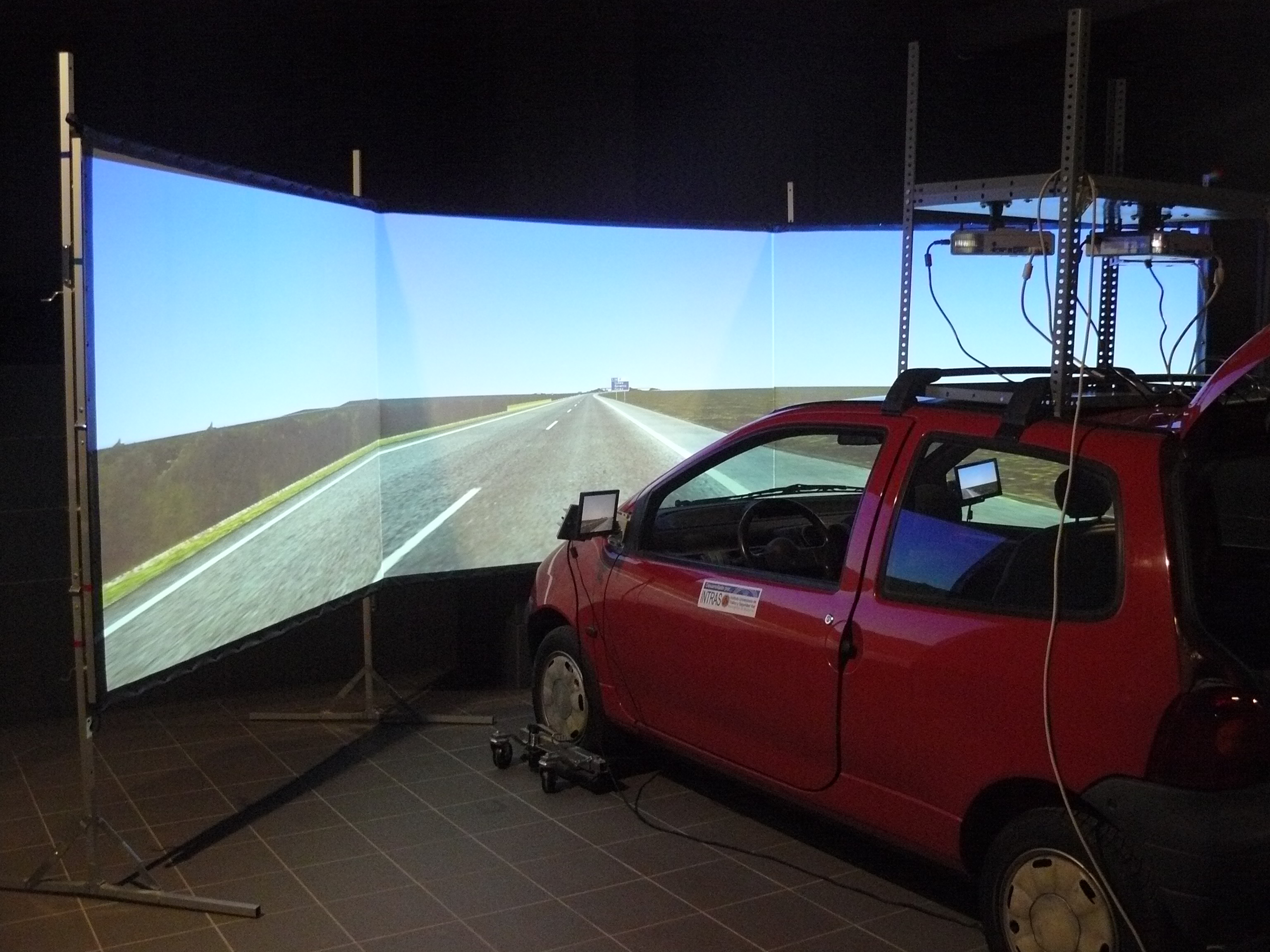
Симулятор вождения, разработанный в Университете Валенсии. Используется при оценке водителей, дорог, и в иных областях.

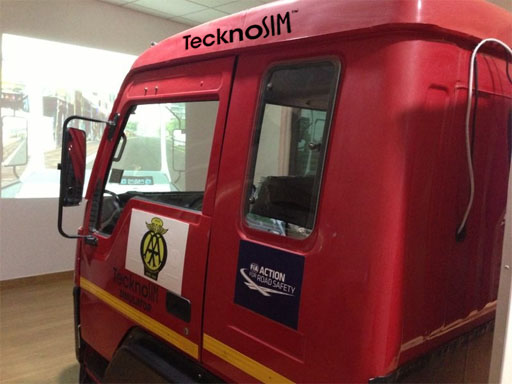
Продвинутый симулятор вождения, используемый для обучения водителей автобусов экономичному вождению и оценки их навыков.

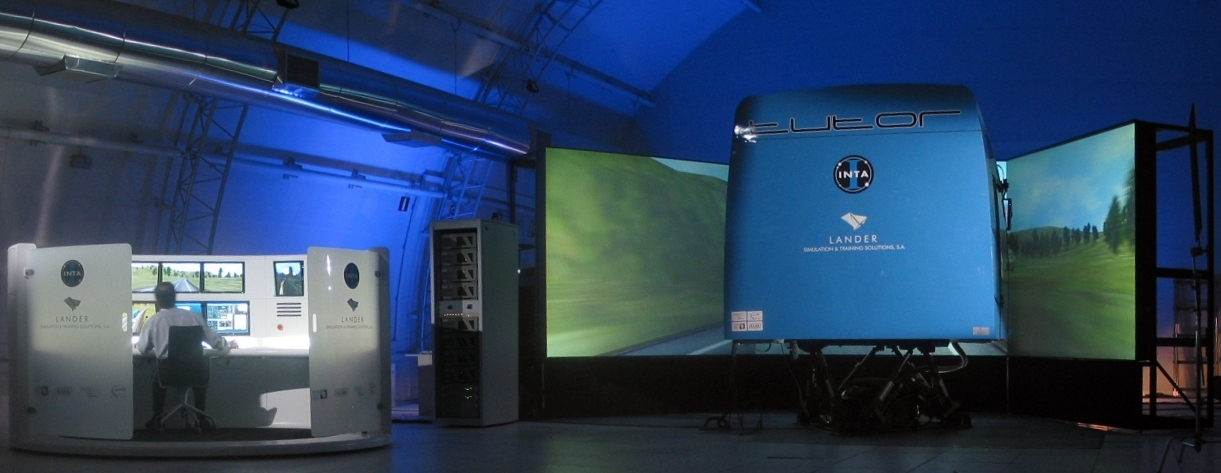
Комбинированный симулятор автобуса и грузовика, для профессиональной подготовки водителей.

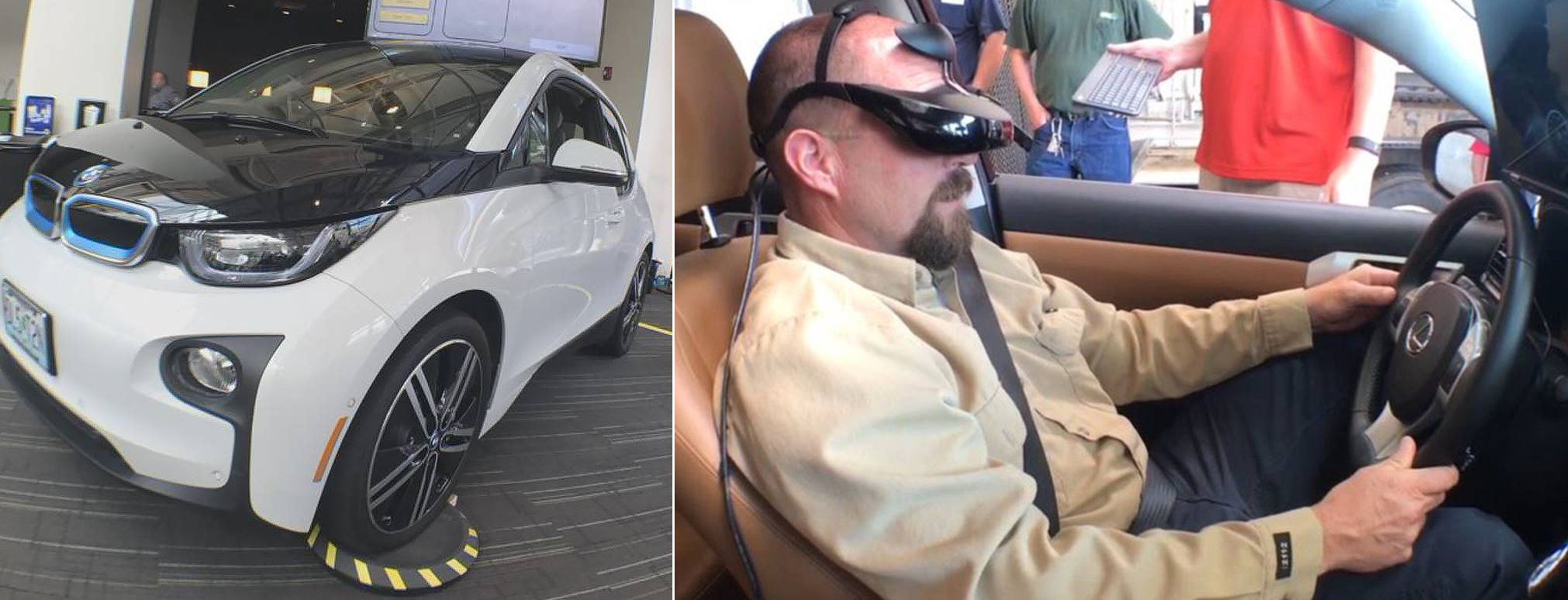
Портативный симулятор вождения автомобиля

Симуляторы вождения используются как для развлечения, так и для обучения на курсах водительского образования, проводимых в учебных заведениях и частных предприятиях. Они также используются для медицинских исследований, для мониторинга поведения водителя, производительности и внимания, а также в автомобильной промышленности для разработки и оценки новых транспортных средств или новых передовых систем помощи водителю.

## Обучение
Симуляторы вождения все чаще используются для обучения водителей во всем мире. Исследования показали, что тренажеры вождения зарекомендовали себя как отличные практические и эффективные образовательные инструменты для передачи безопасных методов обучения вождению всем водителям. Существуют версии для легковых автомобилей, грузовиков, автобусов и т. д. В целях безопасности, снижения эксплуатационных расходов, достижения меньшего стресса во время занятий для водителей и инструкторов и более короткого времени обучения автомобильные тренажеры все чаще используются учебными заведениями и автобусными парками.

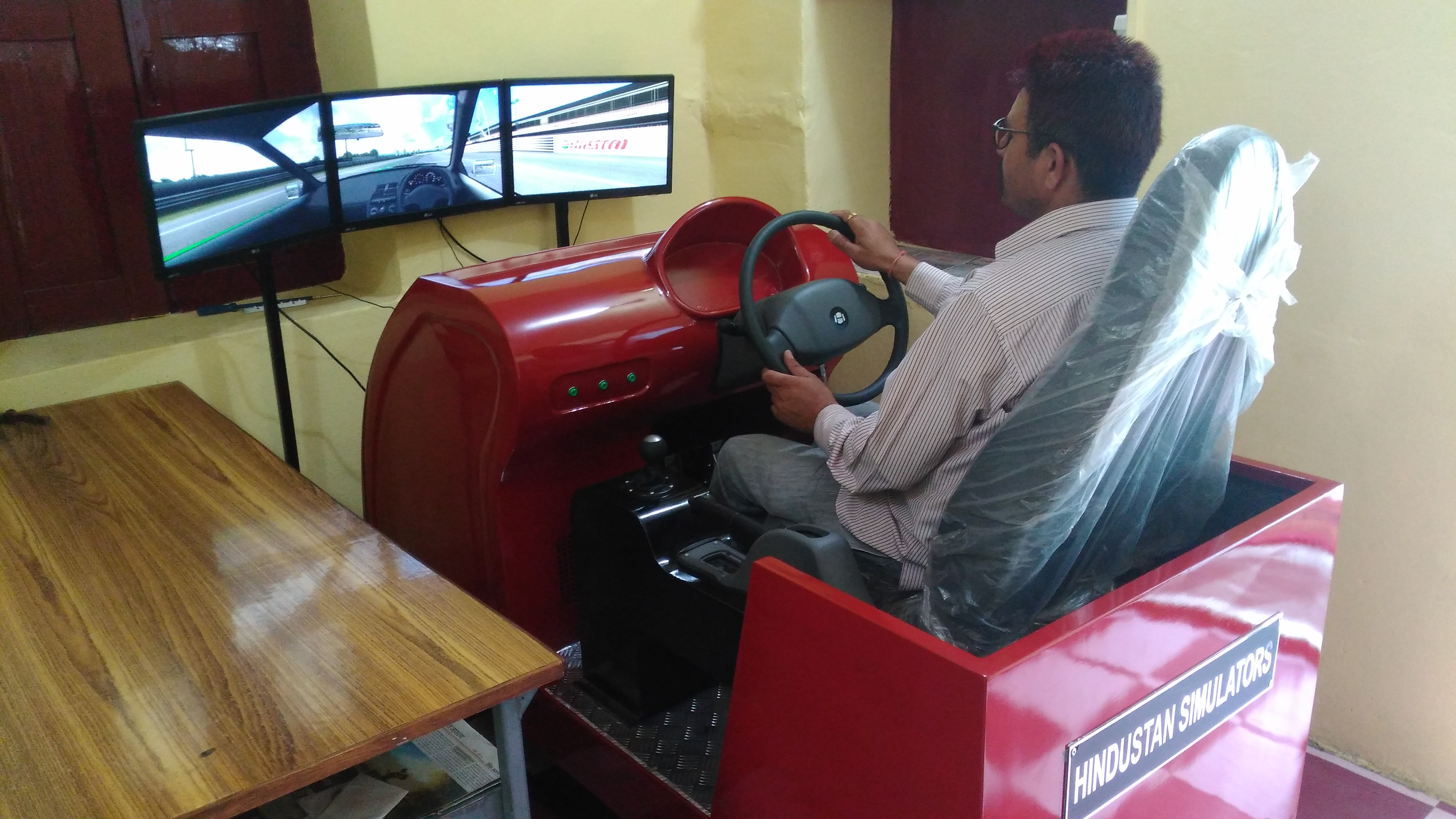
Автомобильный симулятор, предназначенный для получения начального водительского опыта.

### Функции симулятора
- Обучение и тестирование начинающих водителей
- Профессиональная подготовка и тестирование водителей
- Обучение вождению в критических условиях
- Тестирование влияния ухудшения качества работы водителя
- Анализ поведения водителя
- Анализ ответов водителей
- Оценка производительности пользователя в различных условиях (обработка элементов управления)
- Оценка пригодности к вождению для стареющих водителей
- Тестирование будущих технологий в автомобиле на водителях или пассажирах (человеко-машинный интерфейс)

### Типы симуляторов

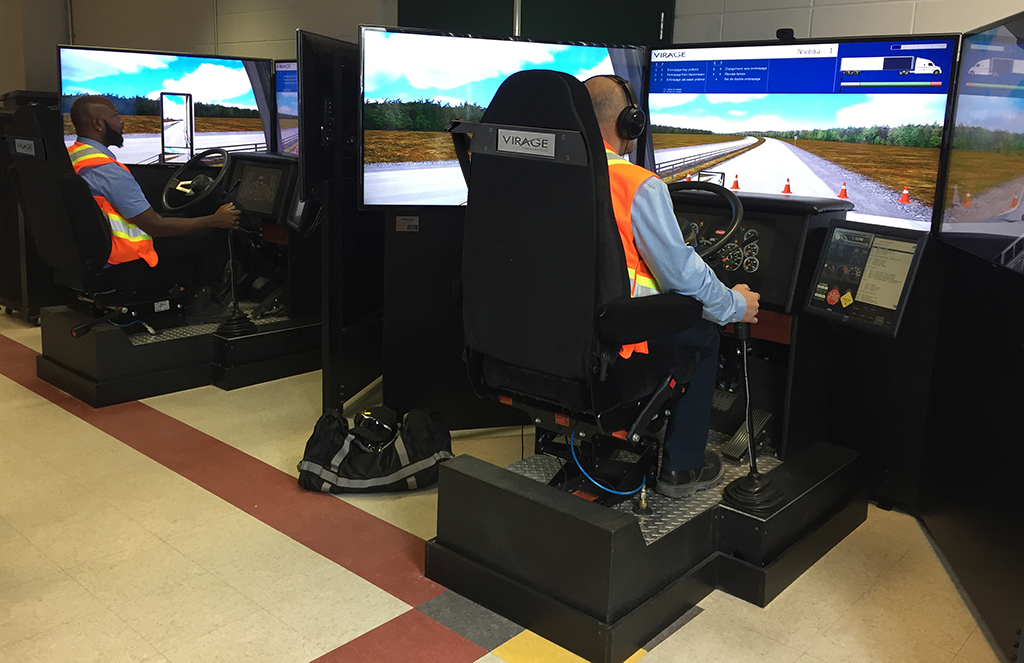
Пример симулятора грузовика для обучения навыкам экономии топлива, защитного вождения, управлению заносом, предотвращению опрокидывания и оценке водителя в Учебном Центре автомобильного транспорта (CFTR) в Мирабеле, Канада

- Симулятор скорой помощи: используется для обучения и оценки водителей скорой помощи в базовых и продвинутых навыках управления транспортными средствами, а также для реагирования на чрезвычайные ситуации и взаимодействия с другими аварийно-спасательными службами.
- Автосимулятор: используется для обучения и тестирования начинающих водителей всем навыкам, необходимым для сдачи экзамена на водительские права, особенно навыкам восприятия опасности и снижения риска аварии.
- Симулятор с модульной конструкцией: сменные кабины транспортных средств или кабины могут быть сконфигурированы для использования в качестве тягачей/прицепов, самосвалов и других строительных машин, транспортных средств, эксплуатируемых аэропортами, аварийно-спасательных и полицейских машин, автобусов, поездов метро, пассажирских транспортных средств и тяжелого оборудования, такого как строительные краны.
- Мульти-станционный симулятор вождения: этот тип тренажера позволяет одному инструктору обучать больше водителей одновременно, тем самым экономя время и снижая затраты. Такие системы оснащены инструкторскими станциями, соединенными с несколькими тренажерами вождения.
- Симулятор грузовика: используется для обучения и оценки начинающих и опытных водителей грузовиков навыкам, начиная от базовых маневров управления, например, переключения передач и заднего хода, до продвинутых навыков, таких как экономия топлива, предотвращение опрокидывания.
- Симулятор автобуса: используется для обучения водителей автобусов знакомству с маршрутом, технике безопасного вождения, экономии топлива. Он может быть использован для обучения водителей на различных моделях автобусов и на различных типах зубчатых передач.
- Физический тренажер: крупномасштабные тренажеры используют платформы Гью — Стюарта и X-Y-таблицы для физического перемещения водителя в 6-осевом пространстве, имитируя ускорение, торможение и центростремительную силу, аналогично летным тренажерам.

## Симулятор в гоночных играх
Достижения в области вычислительной мощности в последние годы привели к появлению более реалистичных симуляторов, начиная с проекта Grand Prix Legends для PC, выпущенного Papyrus Design Group в 1998 году.
Иногда гоночная игра или симулятор вождения также включают в себя прикрепляемое рулевое колесо, которое можно использовать для игры вместо контроллера. В комплект с пластиковым рулем могут входить педали, добавляя большую реалистичность компьютерной игре.
В дополнение к огромному числу коммерческих релизов существует сообщество программистов-любителей, работающих над закрытыми и открытыми исходными кодами бесплатных симуляторов. Главными особенностями, популярными у поклонников жанра, являются онлайн-гонки, реалистичность и разнообразие автомобилей и трасс.
Голландская компания Cruden занимается производством частных автомобильных симуляторов для личного развлечения. Автомобильный симулятор Cruden не подключен к компьютерной игре, система использует программное обеспечение, которое предназначено для команд Формулы-1 и автомобильных инженеров. Симулятор предоставляет различные автомобили, ландшафты или любые другие желаемые настройки. В качестве дополнительной опции доступен телеметрический анализ.

## Исследования
Тренажеры вождения используются на исследовательских объектах для многих целей. Центр наркотической зависимости и психического здоровья (CAMH) в Торонто и Университет Макгилла использовали симулятор вождения Virage Simulation VS500M для изучения и измерения влияния каннабиса на вождение автомобиля. Симуляторы вождения используются многими производителями автомобилей, такими как BMW, Ford, Renault, и университетами для научных исследований. Помимо изучения вопросов подготовки водителей, cимуляторы вождения позволяют исследователям изучать поведение водителей в условиях, в которых было бы незаконно и/или неэтично размещать водителей из-за невозможности получить согласие от других водителей на дороге и обеспечить их безопасность.
С ростом использования различных бортовых информационных систем, таких как спутниковые навигационные системы, сотовые телефоны, DVD-плееры и системы электронной почты, симуляторы стали играть важную роль в оценке безопасности и полезности таких устройств. Тренажеры также используются в психометрическом тестировании, составлении карт поведения водителя, анализе моделей вождения для разработки беспилотных автомобилей и т. д. Центральный дорожный научно- исследовательский институт и Faros Simulation System совместно разработали автомобильный симулятор CRRI Faros для проведения расширенных исследований. Такие компании, как Real Time Technologies, разрабатывают специальные симуляторы, обычно используемые университетами, для изучения взаимодействия человека с самоуправляемыми транспортными средствами с целью повышения безопасности транспортных средств.

### Качество тренажеров
Существует целый ряд типов исследовательских симуляторов вождения, обладающих широким спектром возможностей. Самые сложные, как, например, Национальный продвинутый симулятор вождения, имеют полноразмерный кузов автомобиля, с перемещением по всем осям координат и 360-градусным визуальным дисплеем. На другом конце диапазона находятся простые настольные симуляторы, такие как York Driving Simulator, которые часто реализуются с помощью компьютерного монитора для визуального отображения, игрового рулевого колеса и педалей как устройств ввода. Эти недорогие тренажеры легко используются при решении основных и клинически ориентированных научных вопросов. Компании, использующие низкокачественные симуляторы, утверждают, что их системы «достаточно хороши» для проведения работы, в то время как группы исследователей, располагающие высокоточным оборудованием, настаивают на том, что их значительно более дорогие системы необходимы. Исследования показали, что, хотя некоторая степень движения необходима в исследовательском симуляторе вождения, ему не нужно иметь достаточный диапазон, чтобы соответствовать реальной ситуации. Недавние исследования также рассматривали использование фотореалистичного видеоконтента в режиме реального времени, который динамически реагирует на поведение водителя в окружающей среде.

### Валидность тренажеров
Возникает вопрос валидности — применимы ли результаты, полученные в симуляторе, к реальному вождению. Один обзор исследований показал, что поведение водителя на симуляторе вождения приближается (относительная валидность), но не точно повторяет (абсолютная валидность) поведение водителя на дороге. Другое исследование показало абсолютную валидность для некоторых типов ошибок водителя, совершенных на тренажере и на дороге. Еще одно исследование показало, что баллы по оценке симулятора вождения предсказывают участие в авариях, где водитель был по крайней мере частично виноват, в течение пяти лет после прохождения сеанса на симуляторе. Некоторые исследовательские группы используют автоматизированные транспортные средства на тестовой трассе, что позволяет проводить более прямое сравнение между симулятором исследования и реальным миром. По мере того как компьютеры росли быстрее и моделирование стало более распространенным явлением в автомобильной промышленности, математические модели коммерческих автомобилей, которые были проверены производителями, находят применение в симуляторах.